# 親衛隊第32師
親衛隊第32「一月三十日」志願擲彈兵師（德語：32. SS-Freiwilligen-Grenadier-Division „30. Januar“）是納粹德國武裝親衛隊的一個步兵師，由親衛隊庫爾馬克訓練營的後備部隊與希爾戰鬥群（Kampfgruppe Schill）等單位編組而成，也是最後一支以德意志人為主的武裝親衛隊師，「1月30日」即本師成立之日（1945年1月30日）。親衛隊第32師編成後隨即投入情勢危殆的東部戰線，最終在1945年4月底的哈爾貝戰役中遭到毀滅性打擊，極少數突圍的殘部於5月3日在唐格明德向美軍第102步兵師投降。

## 經歷
親衛隊第32師在1944年時預計將編成一個裝甲擲彈兵師，但因嚴重缺乏裝甲車輛與補給，因此決定改編為一般的擲彈兵師。本師的人員來自陸軍後備部隊，並抽出各集中營的警衛部隊編入，陸軍後備部隊在7月20日密謀案之後已被希姆萊接管。為了鎮壓1944年8月爆發的斯洛伐克民族起義，武裝親衛隊第86志願擲彈兵團「希爾」（Schill）成立，此單位將成為親衛隊第32師的基礎。1945年1月25日，以庫爾馬克訓練營的新兵、未歸建人員與第1、第9、第16預備營等單位組成武裝親衛隊第87志願擲彈兵團「庫爾馬克」（Kurmark），兩個團合併為親衛隊第32師的主力。親衛隊第88志願擲彈兵團遲至3月才完成編組，其官兵來自親衛隊的文職人員、學校學員，甚至國民突擊隊充員。
師屬單位包含砲兵團，來自庫爾馬克與布拉格的訓練營；工兵營則來自赫拉奇科（Hradischko）的親衛隊工兵學校，他們雖然已在希爾團待過，但多半是士氣低落的匈牙利或羅馬尼亞裔官兵。反裝甲大隊除了希爾團的舊部之外，還有來自親衛隊第16師的成員，擁有22輛三號突擊砲與9輛105釐米突擊榴彈砲42。此外本師尚有1個步槍營、1個預備營、1個防空大隊、1個通訊大隊等。
儘管親衛隊第32師於1945年1月30日宣告編成，但許多單位仍缺額嚴重，戰力遠低於預期。然而蘇軍已經進逼奧得河畔，第32師遂於2月強行上陣，編入親衛隊第5山地軍，隸屬於德國第9軍團，協防奧得河西岸的福格爾桑，4月時又移防塞洛作為預備隊。4月16日，蘇軍展開柏林戰役，在哈爾貝包圍了第9軍團；在頑強抵抗後，第9軍團轄下各單位殘部於4月28日突圍，蒙受巨大損失後約有25,000名士兵及平民衝出包圍圈，當然他們已經無力作戰。僅存的親衛隊第32師殘部於5月3日抵達易北河畔的唐格明德，在該地向美軍第102步兵師投降，結束了本師短暫的歷史。

### 歷任指揮官
- 武裝親衛隊旗隊領袖約翰內斯·米倫坎普（英语：Johannes-Rudolf Mühlenkamp）（1945.01.30－1945.02.05）
- 武裝親衛隊旗隊領袖約阿希姆·李希特（Joachim Richter）（1945.02.05－1945.02.17）
- 武裝親衛隊上級領袖阿道夫·阿克斯（Adolf Ax）（1945.02.17－1945.03.15）
- 武裝親衛隊旗隊領袖漢斯·肯平（英语：Hans Kempin）（1945.03.15－1945-05.08）

親衛隊旗隊領袖（Standartenführer）相當於國防軍上校，上級領袖（Oberführer）則介於上校至少將之間，可視同准將（德國國防軍無准將軍階）。

### 編制
- 武裝親衛隊第86志願擲彈兵團「希爾」（Schill）
- 武裝親衛隊第87志願擲彈兵團「庫爾馬克」（Kurmark）
- 武裝親衛隊第88志願擲彈兵團
  - 武裝親衛隊第32志願砲兵團
  - 武裝親衛隊第32燧發槍兵（Füsilier）營，Füsilier燧發槍兵為榮譽稱號，實際為一般步兵營。
  - 武裝親衛隊第32工兵營
  - 武裝親衛隊第32反裝甲大隊
  - 武裝親衛隊第32防空大隊
  - 武裝親衛隊第32通訊兵大隊
  - 武裝親衛隊第32預備營

本師所有單位皆未曾齊裝滿員。

## 附註
1. ↑  Official designation in German language as to „Bundesarchiv-Militärarchiv“ in Freiburg im Breisgau, stores of the Wehrmacht and Waffen-SS.